# 브라이언 블레시드
브라이언 블레시드(영어: Brian Blessed, 1936년 10월 9일 ~ )는 잉글랜드의 배우이다.

## 출연 작품

### 영화
- 제국의 종말
- 성화의 추적자
- 예카테리나 대제
- 로빈 후드: 도둑들의 왕자
- 타잔
- 스타워즈 에피소드 1: 보이지 않는 위험
- 알렉산더
- 허당 해적단
- 오즈의 마법사: 돌아온 도로시
- 신들의 제국

### 텔레비젼 드라마
- 어벤저스
- 우주대모험 1999
- 블랙애더
- 닥터 후
- 패밀리 가이
- 페파피그
- 검볼
- 헨리 허글 몬스터
- 데인저 마우스
- 용감한 왕자, 아이반도의 모험 일기